# Listă de industriași japonezi
Lista de mai jos prezintă industriași japonezi 
- Asano Sōichirō (JFE Group)
- Busujima Kunio (Sankyo-jocuri mecanice)
- Enomoto Daisuke (Livedoor-hard internet)
- Fujita Den (McDonald's Japonia)
- Fukuda Yoshitaka (Aiful-finanțe)
- Honda Soichirō (Honda-motociclete)
- Horie Takafumi
- Ibuka Masaru (Co-fondator al Sony)
- Itō Joi
- Itō Masatoshi
- Iwasaki Fukuzo
- Iwasaki Yataro
- Jinnai Ryōichi
- Kawakami Gen'ichi
- Kazutoshi Sakurai
- Matsushita Konosuke (Fondator al firmei Panasonic)
- Mikimoto Kōkichi
- Mitsui Takatoshi
- Mori Minoru
- Mori Taikichirō
- Morita Akio (Co-fondator al Sony)
- Nomura Tokushichi II
- Ojima Susumu
- Saji Nobutaka
- Sasakawa Ryōichi
- Son Masayoshi
- Tohmatsu Nobuzo
- Toyoda Eiji (Toyota)
- Tsutsumi Yoshiaki
- Yamaha Torakusu
- Yamauchi Hiroshi (Nintendo)
- Yanai Tadashi
- Yasuda Zenjirō